# 점액포자충강
점액포자충강(粘液胞子蟲綱, Myxosporea)은 점액포자충류에 속하는 현미경적 크기의 기생충 생물 강이다. 수서 무척추동물과 척추동물 양쪽 숙주 사이를 교체하는 복잡한 생활사를 가지고 있으며, 특히 어류에 대해 수산 산업에 심각한 영향을 주는 종을 많이 알려져 있다. 어류 이외에 환형동물과 편형동물 그리고 파충류와 양서류, 두더지 등에서도 발견되고 있다. 무척추동물을 숙주로 하는 시기에 대해셔, 이전에는 별개의 생물로 간주하여 방선포자충류(放線胞子蟲類)로 부르기도 했다. 이전에는 포자충류로 분류했다.

## 하위 목
- 쌍각포자충목 (Bivalvulida)
  - Myxobolus cerebralis - 주로 연어와 송어에 기생.
- 다각포자충목 (Multivalvulida)